# RED (album de Ne-Yo)
Pour les articles homonymes, voir Red.
Albums de Ne-Yo
Libra Scale
(2010)
Singles
1. Lazy Love
Sortie : 12 juin 2012
2. Let Me Love You (Until You Learn to Love Yourself)
Sortie : 10 juillet 2012
3. Don't Make Em Like You
Sortie : 22 octobre 2012
4. Forever Now
Sortie : 23 novembre 2012

RED est le cinquième album studio de Ne-Yo, sorti le 6 novembre 2012.
L'opus contient des chansons de différents styles musicaux, combinant RnB, pop et dance-pop. Ne-Yo y a réuni des collaborateurs de longue date comme StarGate mais également de nouveaux comme Harmony Samuels, No I.D. ou encore The Underdogs.
L'album s'est classé 1er au Top R&B/Hip-Hop Albums, 2e au Top Digital Albums et 4e au Billboard 200.

## Liste des titres
| 1.  | Cracks in Mr. Perfect                              | Shaffer Smith, Robert S. Taylor                                                      | Shea Taylor                                 | 4:56 |
| 2.  | Lazy Love                                          | Smith, Taylor                                                                        | Shea Taylor                                 | 3:16 |
| 3.  | Let Me Love You (Until You Learn to Love Yourself) | Smith, Sia Furler, Mikkel S. Eriksen, Tor E. Hermansen, Mark Hadfield, Mike Di Scala | StarGate, Reeva & Black                     | 4:11 |
| 4.  | Miss Right                                         | Smith, Eriksen, Hermansen                                                            | StarGate                                    | 3:49 |
| 5.  | Jealous                                            | Smith, Allen Arthur, Clayton Reilly, Keith Justice                                   | PhatBoiz                                    | 4:07 |
| 6.  | Don't Make Em Like You (featuring Wiz Khalifa)     | Smith, Harmony Samuels, Cameron Thomaz                                               | Harmony Samuels                             | 4:09 |
| 7.  | Be the One                                         | Smith, Eriksen, Hermansen                                                            | StarGate                                    | 3:47 |
| 8.  | Stress Reliever                                    | Smith, Taylor                                                                        | Shea Taylor                                 | 3:35 |
| 9.  | She Is (featuring Tim McGraw)                      | Smith, Luke Laird                                                                    | Luke Laird, Byron Gallimore                 | 3:26 |
| 10. | Carry On (Her Letter to Him)                       | Smith, Jesse Wilson                                                                  | Jesse « Corparal » Wilson, Reginald Smith   | 3:56 |
| 11. | Forever Now                                        | Smith, Arthur, Reilly, Justice, Eriksen, Hermansen, Paul Baumer, Maarten Hoogstraten | StarGate, Bingo Players, Phatboiz           | 3:41 |
| 12. | Shut Me Down                                       | Smith, Emanuel Kiriakou, Andrew Goldstein                                            | Emanuel « Eman » Kiriakou, Andrew Goldstein | 3:41 |
| 13. | Unconditional                                      | Smith, Arthur, Reilly, Justice                                                       | Phatboiz                                    | 4:38 |

| 14. | Should Be You (featuring Fabolous et Diddy)                         | Smith, Salaam Remi, John Jackson, Carlos Coleman | Salaam Remi             | 4:15 |
| 15. | My Other Gun                                                        | Smith, Ernest Wilson, Steve Wyreman, Kevin Randolph, Norman Landsberg, Felix Pappalardi, John Ventura, Leslie Weinstein, Gene Redd, Gene Redd Jr., Roy Handy, Cleveland Horne, Robert Bell, Robert Mickens, Dennis Thomas, Richard Westfie | No I.D.                 | 3:18 |
| 16. | Alone With You (Maddie's Song)                                      | Smith, Remi | Salaam Remi             | 4:58 |
| 17. | Let's Go (Calvin Harris featuring Ne-Yo)                            | Calvin Harris, Smith | Calvin Harris           | 3:53 |
| 18. | Let Me Love You (Until You Learn to Love Yourself) (featuring Beni) | Smith, Furler, Eriksen, Hermansen, Hadfield, Scala | StarGate, Reeva & Black | 4:11 |

| 14. | Should Be You (featuring Fabolous et Diddy) | Smith, Salaam Remi, John Jackson, Carlos Coleman | Salaam Remi   | 4:15 |
| 15. | My Other Gun                                | Smith, Ernest Wilson, Steve Wyreman, Kevin Randolph, Norman Landsberg, Felix Pappalardi, John Ventura, Leslie Weinstein, Gene Redd, Gene Redd Jr., Roy Handy, Cleveland Horne, Robert Bell, Robert Mickens, Dennis Thomas, Richard Westfie | No I.D.       | 3:18 |
| 16. | Alone With You (Maddie's Song)              | Smith, Remi | Salaam Remi   | 4:58 |
| 17. | Let's Go (Calvin Harris featuring Ne-Yo)    | Calvin Harris, Smith | Calvin Harris | 3:53 |

| 18. | Burning Up | Smith, Eriksen, Hermansen, Sandy Wilhelm | StarGate, Sandy Vee | 3:33 |

| 18. | All She Wants (featuring Young Jeezy et RaVaughn) | Smith, Marcos Palacios, Ernest Clarke, Jay Jenkins | Da Internz    | 4:44 |
| 19. | To Whom It May Concern                            | Smith, Charles Harmon                              | Chuck Harmony | 4:20 |